# Marceline (Missouri)
Marceline é uma cidade localizada no estado americano de Missouri, no Condado de Chariton e Condado de Linn. Foi na cidade onde Walt Disney passou a infância.

## Demografia
Segundo o censo americano de 2000, a sua população era de 2558 habitantes.
Em 2006, foi estimada uma população de 2356, um decréscimo de 202 (-7.9%).

## Geografia
De acordo com o United States Census Bureau tem uma área de 8,5 km², dos quais 8,4 km² cobertos por terra e 0,1 km² cobertos por água. Marceline localiza-se a aproximadamente 263 m acima do nível do mar.

## Localidades na vizinhança
O diagrama seguinte representa as localidades num raio de 24 km ao redor de Marceline.